# Rudel Calero
Rudel Alessandro Calero Nicaragua (Bluefields, Zelaya, 20 de diciembre de 1982) es un exfutbolista internacional nicaragüense.
Era conocido por ser uno de los mejores jugadores del país pero también por su carácter problemático, habiendo sido detenido varias veces. Así, por ejemplo, en 2010 se le arrestó por ocasionar heridas a un joven y en 2012 al protagonizar un escándalo en una discoteca.

## Selección nacional
Fue internacional con la Selección de fútbol de Nicaragua en 23 ocasiones, consiguiendo cuatro goles. Participó con el combinado nacional en la Copa de Oro de la Concacaf 2009, primera y única edición de esta competición para la que los nicaragüenses han logrado clasificarse.

### Goles como internacional
| # | Fecha      | Lugar                                          | Rival                        | Gol  | Resultado | Competición                                                      |
| - | ---------- | ---------------------------------------------- | ---------------------------- | ---- | --------- | ---------------------------------------------------------------- |
| 1 | 26-04-2001 | Belice                                         | Belice                       | ¿?-1 | 2-1       | Amistoso                                                         |
| 2 | 29-02-2004 | Estadio Independencia, Estelí, Nicaragua       | Haití                        | 1-1  | 1-1       | Amistoso                                                         |
| 3 | 30-04-2004 | Estadio Cacique Diriangén, Diriamba, Nicaragua | Bermudas                     | 1-0  | 2-0       | Amistoso                                                         |
| 4 | 13-06-2004 | Estadio Cacique Diriangén, Diriamba, Nicaragua | San Vicente y las Granadinas | 2-2  | 2-2       | Clasificación de Concacaf para la Copa Mundial de Fútbol de 2006 |

## Clubes
| Club                    | País      | Temporadas  |
| ----------------------- | --------- | ----------- |
| Deportivo Bluefields    | Nicaragua | 2002 - 2004 |
| América Managua         | Nicaragua | 2004 - 2008 |
| Real Estelí Fútbol Club | Nicaragua | 2009 - 2017 |

## Palmarés

### Campeonatos nacionales
| Título                                                     | Club                    | País      | Año                           |
| ---------------------------------------------------------- | ----------------------- | --------- | ----------------------------- |
| Primera División de Nicaragua (3)                          | Real Estelí Fútbol Club | Nicaragua | 2006/07, 2007/08, 2008/9.     |
| Torneo de Apertura de la Primera División de Nicaragua (3) | Real Estelí Fútbol Club | Nicaragua | 2011, 2012, 2014.             |
| Torneo de Clausura de la Primera División de Nicaragua (5) | Real Estelí Fútbol Club | Nicaragua | 2010, 2011, 2012, 2013, 2014. |
| Finalísima (2)                                             | Real Estelí Fútbol Club | Nicaragua | 2010/11, 2011/12.             |